# Alfredo Cardoso de Soveral Martins

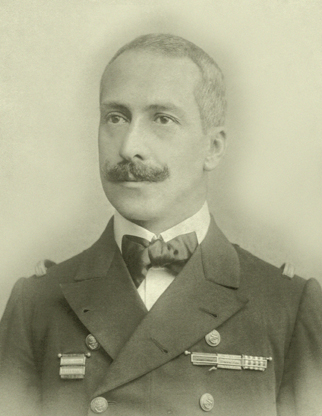
Alfredo Cardoso de Soveral Martins (1903)

Alfredo Cardoso de Soveral Martins (* 7. Juni 1869 in Almacave, Lamego, Portugal; † 8. Juli 1938 in Figueira da Foz, Portugal) war ein portugiesischer Kolonialverwalter und Marineoffizier.

## Leben
1885 schrieb sich Martins an der Universität Coimbra ein.
Von 1898 bis 1902 war Martins Gouverneur von Inhambane (Mosambik) und von 1903 bis 1904 Gouverneur von Portugiesisch-Guinea.
Im Rang eines Leutnants erster Klasse (Primeiro-Tenente) der Marine nahm Martins 1903 am Feldzug gegen Gungunhana teil, dem Herrscher von Gaza, des letzten größeren freien Bantu-Reiches in Mosambik. Gaza wurde erobert und Gungunhana nach Portugal gebracht.
Vom 5. Februar bis zum 30. Oktober 1910 war Martins Generalgouverneur von Portugiesisch-Timor und somit der letzte Gouverneur des Königs von Portugal in der Kolonie.
Am 6. Oktober 1910 sandte das portugiesische Marineministerium ein Telegramm an Gouverneur Martins mit der Nachricht vom Sturz der portugiesischen Monarchie. Am 8. Oktober wurde sie nochmals durch den portugiesischen Kreuzer São Gabriel bestätigt, der im Hafen von Darwin lag. Gouverneur Martins, der im Range eines Leutnants der Marine (primeiro-tenenteda Marinha) erst am 5. Februar seinen Posten angetreten hatte, gab am 30. Oktober offiziell die Ausrufung der Republik bekannt, die blau-weiße Flagge des royalen Portugals wurde eingeholt und die neue grün-rote Flagge Portugals wurde unter Abfeuern von 21 Schuss Salut gesetzt.
Es dauerte bis zum 5. November, die Verwaltung auf die neue Situation umzustellen. Das beinhaltete vor allem das Erscheinungsbild und die Hoheitszeichen, wie Briefköpfe offizieller Schreiben, Symbole an Verwaltungsgebäuden, militärische Uniformen und ähnliches. Eine Ausnahme bildeten die Pataca-Banknoten, die mit den royalen Symbolen noch bis 1912 im Umlauf blieben. Soveral Martins verließ Dili Anfang November, nachdem seine Frau auf tragische Weise verstorben war. Das Amt wurde von Martins Sekretär, Kapitän Anselmo Augusto Coelho de Carvalho protokollarisch weitergeführt.
Der Wechsel zur Republik in Portugiesisch-Timor führte zu Verwirrung bei den Timoresen und war 1912 mit ein Auslöser der Rebellion von Manufahi.
1932 wurde Martins Mitglied der administrativen Kommission des Stadtrats von Figueira da Foz.
Martins war Ritter des Ritterordens von Avis und Offizier des Turm- und Schwertordens. Außerdem war er Träger der Orden Medalha de Prata de Comportamento Exemplar und Medalha Rainha Dona Amélia (1898).